# Saint-Georges-la-Pouge
Saint-Georges-la-Pouge település Franciaországban, Creuse megyében. Lakosainak száma 361 fő (2022. január 1.). Saint-Georges-la-Pouge La Chapelle-Saint-Martial, Chavanat, Le Donzeil, La Pouge, Saint-Hilaire-le-Château és Saint-Sulpice-les-Champs községekkel határos.

## Népesség
A település népessége az elmúlt években az alábbi módon változott:
| Lakosok száma | 495  | 418  | 328  | 334  | 361  | 372  | 370  | 369  | 370  | 361  |
|               | 1968 | 1982 | 1990 | 2006 | 2013 | 2015 | 2017 | 2019 | 2020 | 2022 |